# Puabi

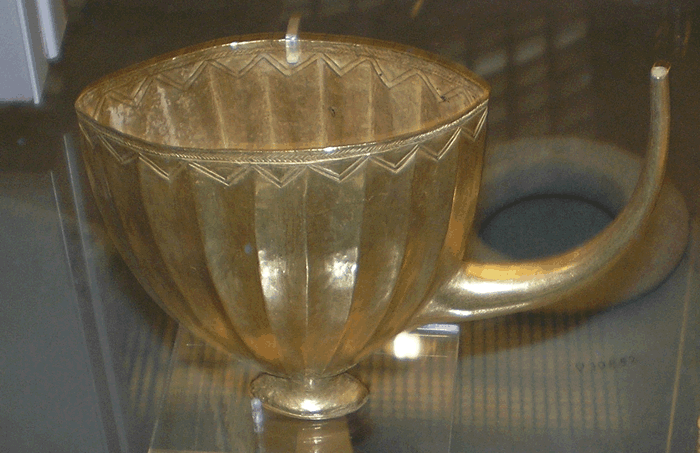
Zlatá váza z pokladu královny Puabi

Pú-abi („Ústa otce“), původní sumerské jméno královny Šubad, asi po 2600 př. n. l. Významná osobnost sumerského Uru; třebaže je obvykle označována jako královna, válečková pečetidla nalezená v její hrobce ji označují slovem NIN, což znamená nejen královna, ale také kněžka. Je možné, že byla obojím, jak bylo tehdy obvyklé. V některých materiálech je označována jako princezna. Puabi není zmiňována ani v Sumerském královském seznamu, i proto ji nezařazujeme do žádné královské dynastie.
Puabi pocházela zřejmě ze semitského Akkadu, nejbližšího souseda Sumeru, přesto si získala v Uru výsostné postavení. Poukazuje to na dávné vazby mezi oběma skupinami obyvatel tehdejší Mezopotámie a na vzájemné kulturní vlivy.
Její tělo bylo nalezeno expedicí, kterou vedl britský archeolog Leonard Woolley, ve 30. letech 20. století v Královském hřbitově v Uru. Mrtvola ženy v hrobce č. 800 měla na nadloktí lapislazuritový váleček se jménem Puabi. V hrobce bylo nalezeno 270 vzácných předmětů – zlaté vázy, mísy a poháry, stříbrné a zlaté sošky lvů, stříbrný pás s řetězem z jantaru, zbytky harf zdobené hlavami zlatých býků. Nejznámější je Puabina čelenka z jemně tepaných zlatých lístků a květů na dlouhých stoncích; na krku měla Puabi náhrdelník z polodrahokamů a perel. Dále měla při sobě pudřenku v podobě mušle, jemně tepané zlaté náušnice, prsteny a náramky, krabičku s líčidly, ale i zlatou dýku a motyku.
Stejně jako při pohřebních obřadech králů Meskalamduga a Akalamduga byly s Puabi pohřbeni její sluhové – deset žen ve dvou řadách, harfeník, pět vojáků s přilbami, dva povozníci s býčím spřežením a dvě komorné. Svou oběť zřejmě přinášeli dobrovolně, s pocitem povinnosti sloužit královně i po smrti.
Nálezy z expedice byly rozděleny mezi Britské muzeum v Londýně, Muzeum Pensylvánské univerzity ve Philadelphii a Národní muzeum v Bagdádu. Několik exponátů z výbavy Puabina hrobu zmizelo z Národního muzea v Bagdádu při rabování během útoku USA na Irák roku 2003.